# Суйяк, Франсуа де
Виконт Франсуа де Суйяк (фр. François de Souillac; 2 июля 1732, замок Барду, Перигор (ныне департамент Дордонь в административном регионе Новая Аквитания) — 1803, там же) — государственный деятель Франции. Видный деятель Заморских владений Франции.

## Биография
В 1747 году в возрасте 15 лет вступил в Королевскую армию и был зачислен кавалерийский полк Талейрана. Два года спустя оставил армейскую службу и в 1749 году поступил на службу в Королевский французский военно-морской флот. С 1765 — командир бригады гардемаринов.
Участник Семилетней войны, война за независимость Соединенных Штатов (1756—1763).
В декабре 1775 года был назначен губернатором Бурбона (современный Реюньон).
В марте 1777 года опубликовал указ, которым пытался морализировать и оправдать охоту на беглых рабов.
1 мая 1779 года стал временным генерал-губернатором островов Иль-де-Франс (ныне — Маврикий) и Бурбона (современный Реюньон). В конце января 1780 года он был утвержден в этой должности.
С февраля 1782 по 3 июля 1785 — генерал- губернатор Маскаренских островов и Пондичерри.
С 1785 — генерал-губернатор Французской Индии.
Оставил губернаторский пост в 1787 году и вернулся во Францию. Военную службу окончил в чине адмирала эскадры.
Умер в 1803 году в своём замке Барду.

## Награды
- Орден Цинциннати
- Командор ордена Святого Людовика (1788).

## Память
- Ныне один из населённых пунктов о. Маврикий назван в его честь.
- В городе Пондичерри в его честь названа улица.
- Небольшой пляж в Порт Glaud на острове Маэ (Сейшельские острова) носит название «Anse Souillac».